# Chrysaor (Sohn des Glaukos)
Chrysaor (altgriechisch Χρυσάωρ Chrysáōr, deutsch ‚Goldschwert‘) ist ein eponymer Heros der griechischen Mythologie.
Er ist der Sohn des Glaukos und der Vater des Idrieus und des Mylasos. Nach ihm soll die bei Stratonikeia gelegene karische Stadt Idrias Chrysaoris geheißen haben, bevor sie nach seinem Sohn benannt wurde. Das umliegende Land soll ebenfalls nach ihm Chrysaoris geheißen haben. Idrias war das Kultzentrum des karischen Gottes Zeus Chrysaor.

## Nachweise
1. ↑  Stephanos von Byzanz s. v. Χρυσαορίς
2. ↑  Pausanias 5,21,10